# Albert Dubout
Albert Dubout, född 15 maj 1905, död 1976, fransk konstnär och illustratör.
Han föddes i Montpellier, men var verksam i Paris från 1924. Dubout har illustrerat verk av Villon, Rabelais, Boileau, Molière och Balzac. 
Dubout tillhör de främsta av moderna karikatyrtecknare och är känd för sina groteska och fantasifulla figurer, katter och folksamlingar var några av hans favoritmotiv. Med burlesk fantasi och maliciös humor utförde han bokillustrationer tecknade i skämttidningar och gjorde tecknad film.